# Encondroma
Um encondroma é um tumor benigno comum derivado de tecido cartilaginoso. Ele ocorre na maioria das vezes em pessoas com 20-40 anos, nos ossos longos. O encondroma múltiplo apresenta-se com sintomas diferentes, havendo o perigo de uma degeneração.

## Localização
Os encondromas ocorrem na maioria das vezes nos ossos longos dos dedos das mãos (60%). Raramente os encondromas surgem na região dos ossos dos pés, do fêmur, do úmero e  da pelve.
A localização influência a probabilidade de uma degeneração maligna. As lesões encontradas no tronco possuem uma maior probabilidade de serem degenerativas (condrossarcoma). Especialmente os encondromas da pelve devem ser cuidadosamente removidos.

## Patologia
Macroscopicamente os tumores são na maioria das vezes tumores cinza-azuis, que geralmente possuem menos de três centímetros de tamanho e são lobulados.

## Diagnóstico
O diagnóstico de um encondroma pode ser feito de maneira relativamente segura através de métodos de imagem. Geralmente o raio-x é suficiente em manifestações clássicas e é usado para o controle da evolução. Em casos não esclarecidos a ressonância magnética e a tomografia computadorizada ajudam.
Além do diagnóstico primário, os métodos de imagem servem para se reconhecer precocemente o desenvolvimento de uma degenaração maligna de um encondroma para condrosarcoma. O sinal mais importante de uma malignização é o surgimento de dor.

## Doenças associadas
As síndromes com múltiplos encondromas são conhecidas como encondromatoses.

### Síndrome de Maffucci
Na síndrome de Maffucci ocorre a presença de múltiplos encondromas assimétricos em combinação com hemangiomas da pele e órgãos internos. Estes encondromas se malignizam com frequência.

### Síndrome de Ollier
Na síndrome de Ollier ocorre a presença de uma encondromatose unilateral de vários ossos longos. Isso causa problemas no crescimento e fraturas. As causas não são conhecidas.
Os encondromas múltiplos frequentemente tendem a se malignizar (condrossarcoma) em idades maiores (cerca de 25-30%).